# Parc Nacional del Gran Canyó
El Parc Nacional del Gran Canyó és un dels parcs nacionals més antics dels Estats Units, i està situat al Comtat de Coconino, Arizona. Dins del parc es troba el Gran Canyó, una gola del riu Colorado que és considerada una de les meravelles naturals del món.
El parc té una extensió de 4.926,66 km². La major part dels visitants entra pel costat sud, per l'autopista estatal 64, que uneix les entrada sud, prop de Tusayan, i l'est del parc. Les oficines centrals del parc es troben a Grand Canyon Village, prop de l'entrada sud. Unes trenta milles del costat sud són accessibles per carretera. Molts menys visitants acudeixen al costat nord, a través de l'autopista estatal 67. L'única connexió per carretera entre els dos costats és el pont Navajo, el que suposa un recorregut de cinc hores. La resta del Gran Canyó és molt accidentat, encara que alguns llocs són accessibles en mula o per camins forestals. L'àrea del Gran Canyó es va convertir en Monument Nacional l'11 de gener de 1908, i va ser elevada a la categoria de parc nacional el 26 de febrer de 1919 pel president Woodrow Wilson. La creació del parc va ser un èxit dels moviments conservacionistes, ja que va ajudar a impedir la construcció d'embassaments al seu interior. El 1979, el parc va ser declarat Patrimoni de la Humanitat per la UNESCO.

## Geografia

### Situació i dimensions
El parc del Gran Canyó està situat al sud-oest dels Estats Units, al nord-oest d'Arizona. Les dimensions del Gran Canyó són gegantines: s'estén sobre el voltant de 450 km de llarg entre el Llac Powell i el Llac Mead. La seva profunditat mitjana és de 1.300 metres amb un màxim de més 2.000 metres. La seva amplada varia des de 5,5 km als 30 km. El Gran Canyó no és ni el més profund, ni el més imponent dels canons terrestres: el Barranc del Coure en Chihuahua i el Hells Canyon a Idaho són goles més profundes. Però el lloc és notable per les diferents vistes que ofereix als visitants i pels diferents estrats geològics que apareixen en els penya-segats, ben conegudes dels geòlegs. Els estrats relaten la història del continent nord-americà. D'altra banda, el lloc és el resultat de l'espectacular treball de l'erosió, en particular, la del riu Colorado que discorre pel seu fons.

### El Colorado
El Gran Canyó ha estat esculpit per la força del Colorado que té el seu naixement a les muntanyes Rocoses i desemboca al Golf de Califòrnia després d'haver recorregut 2333 km. En el nivell inferior de Yavapai Point, el llit del riu es troba a 750 metres sobre el nivell del mar. El cabal mitjà del riu és de 650 m ³ / s. No obstant això, en els períodes de crescuda, aquest pot augmentar significativament: abans de la construcció de les preses, el cabal podia arribar als 2.300 m ³ / s. Un centenar de ràpids es troben al fons del canyó. Diversos afluents desemboquen en el Colorado: Kanab Creek, Havasu Creek, Little Colorado et Paria River. Molts cursos d'aigua són temporals i depenen de les precipitacions i de la temporada.

## Geologia

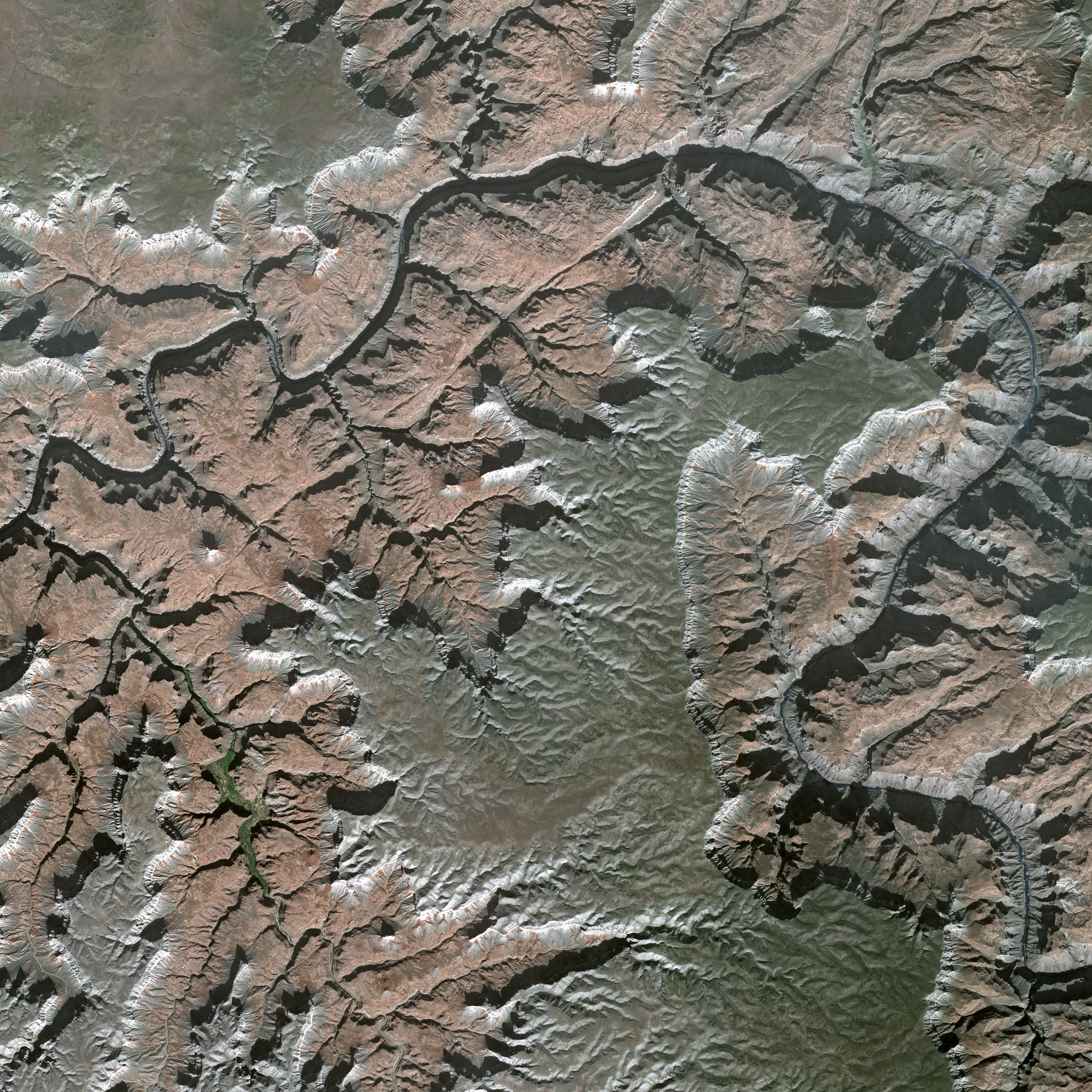
l Gran Canyó vist pel satèl·lit Spot

El Gran Canyó presenta roques que es compten entre les més antigues de la Terra: algunes del fons de les gorges estan datades en 1700 milions d'anys.Es considera en aproximadament mil el nombre de grutes i cavernes al Gran Canyó: només 335 estan reconegudes. La majoria d'entre elles es troben a les formacions geològiques de Redwall i Muav. Algunes són molt freqüentades pels turistes, com la dels Domes en Horseshoe Mesa, que són atrets per les Espeleotema (estalactites, estalagmites, etc.).

### Història geològica
És possible remuntar fins aproximadament 1700 milions d'anys per a descriure la història del Gran Canyó. Al final del Precambrià (era Proterozoic), les roques sedimentàries que es formaven lentament es metamorfosa sota l'acció de fortes pressions i de les elevades temperatures del magma. Fa al voltant de 1200 milions d'anys, al final del Proterozoic, 4000 metres de sediments i de lava es van acumular en un mar poc profund. Cap als 725 milions d'anys, aquestes roques van ser elevades i deformades per esdevenir una cadena de muntanyes. Un llarg procés d'erosió va succeir a aquest període. Després la regió va ser envaïda de nou pel mar en successives ocasions entre els 550 i 250 milions d'anys, donant lloc a la formació de noves capes de gres, calcària i esquist (grups de Ximple i Supai). Entre 80 i 35 milions d'anys, l'orogènia laramienne va donar lloc a la formació de les muntanyes Rocoses situades més a l'oest i deformacions a la regió de l'actual Gran Canyó. Una intensa activitat volcànica va començar fa sis milions d'anys, causant importants corrents de lava. Una primera hipòtesi era que el Gran Canyó mateix es va formar a partir de la fi del cenozoic gràcies a l'acció erosiva del Colorado, reforçada per l'obertura del golf de Califòrnia posteriorment. Noves erupcions van produir corrents de lava que van formar diverses obstruccions a la gola i van donar lloc a llacs d'una profunditat que arriba fins als 600 metres. Segons les més recents dades mineralògics, podria ser més antic de 17 milions d'anys, cosa que representa 11 milions d'anys més que el que es pensava (estimació a principis de 2008 pel Califòrnia Institute of Technology). Després la Universitat de Colorado ha considerat que existia fa 55 milions d'anys i que hauria començat a formar-se fa 65 milions d'anys, al final de l'era dels dinosaures.

### Les formacions geològiques avui dia
S'han identificat prop de 40 capes de roques diferents sobre les parets del Gran Canyó. Les principals formacions del Gran Canyó es recullen en la imatge següent.
| 6 - Hermit, Coconino, Toroweap et Kaibab[8] | 6d - Caliza de Kaibab            | Columna Geològica del Gran Canyó |
| 6 - Hermit, Coconino, Toroweap et Kaibab[8] | 6c - Formació Toroweap           | Columna Geològica del Gran Canyó |
| 6 - Hermit, Coconino, Toroweap et Kaibab[8] | 6b - Arenisca de Coconino        | Columna Geològica del Gran Canyó |
| 6 - Hermit, Coconino, Toroweap et Kaibab[8] | 6a - Esquist de Hermit           | Columna Geològica del Gran Canyó |
| 5 - Grup de Supai[9]                        | 5d - Formació de l'Esplanada     | Columna Geològica del Gran Canyó |
| 5 - Grup de Supai[9]                        | 5c - Formació de Wescogame       | Columna Geològica del Gran Canyó |
| 5 - Grup de Supai[9]                        | 5b - Formació de Manakacha       | Columna Geològica del Gran Canyó |
| 5 - Grup de Supai[9]                        | 5a - Formació de Watahomigi      | Columna Geològica del Gran Canyó |
| 4 - Temple Butte, Redwall y Surprise Canyon | 4c - Formació de Surprise Canyon | Columna Geològica del Gran Canyó |
| 4 - Temple Butte, Redwall y Surprise Canyon | 4b - Calcària de Redwall         | Columna Geològica del Gran Canyó |
| 4 - Temple Butte, Redwall y Surprise Canyon | 4a - Calcària de Temple Butte    | Columna Geològica del Gran Canyó |
| 3 - Grup de Tonto                           | 3c - Calcària de Muav            | Columna Geològica del Gran Canyó |
| 3 - Grup de Tonto                           | 3b - Esquist de Bright Angel     | Columna Geològica del Gran Canyó |
| 3 - Grup de Tonto                           | 3a – Arenisca de Tapeats         | Columna Geològica del Gran Canyó |
| 2 - Supergrup de Gran Canyó                 |                                  | Columna Geològica del Gran Canyó |
| 1 - Grup de Vishnu                          | 1b - Granit de Zoroastro         | Columna Geològica del Gran Canyó |
| 1 - Grup de Vishnu                          | 1a - Esquist de Vishnu           | Columna Geològica del Gran Canyó |
L'altiplà de Colorado es basa en un sòcol que es va formar durant el Precambrià, fa entre 1600 i 1800 milions d'anys. Les roques d'aquest sòcol apareixen en diferents llocs en el fons del barranc: els esquistos de Vishnu són els més antics i daten del Proterozoic. Són antics dipòsits de (cendres, fangs, sorres) transformats en roques sedimentàries i després metamorfitzava. L'Arenisca de Coconino i Redwall és bastant resistent a l'erosió. Els esquistos de Bright Angel i de Hermit són més tous.

### Sisme, vulcanisme
45 terratrèmols van afectar el Gran Canyó o la seva regió durant el segle XX: cinc van aconseguir magnituds incloses entre 5 i 6 sobre l'escala de Richter. Avui, no hi ha volcans actius a la regió del Gran Canyó. Les últimes laves daten d'uns 10.000 anys. L'última erupció de Sunset Crater, situat al sud de Gran Canyó va tenir lloc cap a l'any 1100. La presència de nombroses falles donen prova de l'activitat tectònica que va afectar i afecta encara a la regió del Gran Canyó. La falla Bright Angel creua el canyó prop de Grand Canyon Village.

## Ecosistemes
El parc nacional de Gran Canyó presenta una important diversitat d'ecosistemes: les seves característiques depenen de nombrosos factors: situació, exposició al sol, naturalesa del sòl, altitud, etc. La fauna i la flora es troben afectades per l'acció de l'home i la pressió turística.

### Fauna del parc
355 espècies d'aus, 89 de mamífers, 47 de rèptils, 9 d'amfibis, 17 de peixos, així com milers d'espècies d'invertebrats es comptabilitzen al parc del Gran Canyó. El puma, el linx, el coiot i la cabra de les muntanyes rocoses són els mamífers que viuen a les dues ribes, però són difícils d'observar.
Diverses espècies estan amenaçades o en perill: Oxyloma haydeni kanabensises, un cargol que es troba en alguns prats del parc. El Gila cypha i el Xyrauchen texanus són dos peixos que viuen al riu Colorado i els seus afluents. El Pelecanus occidentalis californicus o pelicà marró de Califòrnia i el Empidonax traillii són també molt rars.
El còndor de Califòrnia, una de les més grans aus del planeta, va ser reintroduït en els anys noranta. Present des de fa 40.000 anys al Gran Canyó, va desaparèixer a causa de la caça i al saturnisme. L'any 1987 només hi havia al món una trentena d'individus, inclosos només nou en llibertat a Califòrnia. Avui, són 305, una seixantena a Arizona. Desapareguts de la regió en els anys vint, s'han classificat en la llista de les espècies en perill el 1967 i es van reintroduir tres parelles el 1996. Se'ls numera i se'ls posa a tots un radioemissor. Els còndors de Califòrnia no posen més que un únic ou l'any o cada dos anys. No aconsegueixen la seva maduresa sexual fins a l'edat de 5 o 6 anys, es troba a aquest carronyer sobretot a l'est del parc on aprofita els vents ascendents per desplaçar-se.

### Ecosistemes antics
El Gran Canyó conserva nombrosos fòssils, inclosos els més antics que es remunten al Precambrià (rastres d'algues i d'espores). Els paleontòlegs han trobat en les grutes del Gran Canyó: pèls, ossades i dejeccions d'animals avui dia desapareguts. Aquests testimonis de la fauna que va viure durant l'última glaciació es preserven bé gràcies a l'aridesa de la regió. Els especialistes van descobrir així ossades de còndor de Califòrnia de diversos milers d'anys d'antiguitat i perfectament conservades per dessecació. Excrements de mamuts van permetre als científics reconstituir el medi en el període de la Glaciació de Würm o Wisconsin. Amb l'augment de les temperatures, la megafauna del Plistocè va acabar per desaparèixer de la regió: mastodont, Megateri, camell, cavall, tigre dents de sable.

### Interior de les gorges i ribes del Colorado
Les parets exposades al nord reben menys sol que les altres: són colonitzades per plantes que es poden trobar a altituds superiors o més al nord. Les parets exposades al sud tenen una vegetació típica del desert de Sonora. Un centenar de parelles de falcons pelegrins (Falco peregrinus anatum) viuen al parc. S'alimenten amb ratpenats i amb petits ocells. Es pot observar també falcons dels prats (Falco mexicanus). Les àguiles pesquen als marges del Colorado i els seus afluents. Es troben també diverses aus aquàtiques: (ànecs ...). Hyla arenicolor, Bufo punctatus i Bufo woodhousii woodhousii són els amfibis més corrents.

## Clima
El clima es caracteritza per l'aridesa i l'altitud. Les precipitacions anuals sobre South Rim són de 380 mm. Les temperatures varien entre el nord (més fred, ja que està més elevat) i el sud del parc. També són diferents segons sigui en l'altiplà o en el fons del barranc: l'estiu és especialment càlid i sec a aquesta altitud. La carretera del vessant septentrional està tancada entre novembre i maig a causa de les allaus de neu. Vents catabàtics bufen a l'interior de les gorges en alguns moments del dia. A la nit, la reducció de les temperatures genera una boira freda.
| Mes                                       | Gener | Febrer | Març | Abril | Maig | Juny | Juliol | Agost | Setembre | Octubre | Novembre | Desembre |
| ----------------------------------------- | ----- | ------ | ---- | ----- | ---- | ---- | ------ | ----- | -------- | ------- | -------- | -------- |
| Temperatures màximes mitjanes °C          | 5     | 7      | 10   | 15    | 21   | 27   | 29     | 28    | 24       | 18      | 11       | 6        |
| Temperatures mínimes mitjanes °C          | -8    | -6     | -4   | 0     | 4    | 8    | 12     | 12    | 8        | 2       | -3       | -7       |
| Precipitacions mitjanes(mm)               | 33    | 39     | 35   | 23    | 16   | 10   | 46     | 57    | 29       | 28      | 23       | 41       |
| Font: Relevés du parc national, South Rim |       |        |      |       |      |      |        |       |          |         |          |          |

## Turisme
El parc de Gran Canyó és un dels llocs més visitats dels Estats Units. El nombre de visitants no para d'augmentar: el nombre de turistes va passar de 3,9 milions el 2002 a 4,5 milions en 2007.

### L'excursió
La particularitat de les excursions en un barranc és que es comença a baixar i la tornada es fa pujant, contràriament a les excursions a la muntanya. Aquesta particularitat fa que les excursions al Gran Canyó es poden convertir en perilloses, és molt fàcil baixar i molt més difícil remuntar. Ara bé alguns excursionistes no paren de descendir fins que comencen a estar cansats o tenir gana. Així doncs, hi ha al principi del pendent nombrosos panells de "Perill de mort" per informar els turistes dels perills, i de sensibilitzar-los per tal que tinguin molta cura. Els dos principals accessos turístics són el North Rim (inaccessible de novembre a abril a causa de la neu) i el South Rim. Un camí d'excursió connecta aquests dos accessos creuant el riu Colorado des Grand Canyon Village. Les autoritats del parc desaconsellen baixar al riu i remuntar el barranc en un únic dia, sobretot perquè la temperatura pot elevar-se a 40 graus Celsius a l'estiu.

### Passarel·la
Una passarel·la de vidre anomenada Grand Canyon Skywalk es va inaugurar el 20 de març de 2007 a Grand Canyon West a l'oest del Parc Nacional. Permet als visitants trobar 1.300 metres sobre el buit. Va ser finançada en part per David Jin, un home de negocis de Las Vegas. L'obra no connecta les dues ribes del barranc sinó que forma un petit bucle que s'introdueix 22 metres en vertical sobre el Colorado. La plataforma pesa 500 tones. És capaç de suportar el pes de diversos centenars de persones exposant al mateix temps als vents. El projecte va ser aprovat per la tribu Hualapai per raons econòmiques. L'entrada costa 33 $ (és a dir al voltant de 22 €).